# Shanshi (köpinghuvudort i Kina, Heilongjiang Sheng, lat 44,58, long 129,09)
Shanshi (kinesiska: 山市, 山市镇) är en köpinghuvudort i Kina. Den ligger i provinsen Heilongjiang, i den nordöstra delen av landet, omkring 230 kilometer sydost om provinshuvudstaden Harbin. Antalet invånare är 21 328. Befolkningen består av 10 331 kvinnor och 10 997 män. Barn under 15 år utgör 13,0 %, vuxna 15-64 år 76 %, och äldre över 65 år 9,0 %.
Runt Shanshi är det ganska glesbefolkat, med 48 invånare per kvadratkilometer. Närmaste större samhälle är Changting, 18,3 km sydväst om Shanshi. Trakten runt Shanshi består till största delen av jordbruksmark.
Genomsnittlig årsnederbörd är 887 millimeter. Den regnigaste månaden är juli, med i genomsnitt 174 mm nederbörd, och den torraste är januari, med 8 mm nederbörd.